# Foreste umide di Sulawesi
Le Foreste umide di Sulawesi sono una ecoregione globale che fa parte della lista Global 200 delle ecoregioni prioritarie per la conservazione definita dal WWF.. Appartiene al bioma Foreste pluviali di latifoglie tropicali e subtropicali della regione Australasiana. Interessa l'area dell'Indonesia insulare.
Lo stato di conservazione della regione è considerato vulnerabile.
La regione è inserita fra gli hotspot di biodiversità con il nome Wallacea.

## Territorio
La regione si estende su un'area di circa 192.000 km² che occupa l'isola di Sulawesi e alcune isole limitrofe.
Le isole che formano la regione sono:
- Sulawesi;
- isole Talaud;
- Isole Sangihe;
- Isole Banggai;
- Isole Sula;
- Isole Togian
- le isole di Muna e Buton;
- isole Tukangbesi;
- isole Selayar.

L'isola di Sulawesi è prevalentemente montuosa con molti vulcani ancora attivi. A causa della sua topografia, l'isola ha pianure limitate che sono per lo più sparse lungo le coste. Queste pianure sono separate da montagne scoscese, golfi e il mare. Le pianure (sotto i 50 m) rappresentano solo il 10,3% della superficie totale. Il monte Rantemario (3.440 m) nella parte settentrionale del Sulawesi Meridionale è la vetta più alta dell'isola. L'isola di Sangihe è montuosa e raggiunge un'altezza di 1.784 m, mentre Talaud è pianeggiantea. La fisiografia delle isole Sula è collinare, con montagne oltre gli 800 m. solo sull'isola di Taliabu.

### Stati
L'ecoregione interessa un solo paese della Asia sud-orientale:
- Indonesia.

### Ecoregioni
L'ecoregione è composta da 2 ecoregioni terrestri:
- AA0123 - Foreste pluviali di pianura di Sulawesi
- AA0124 - Foreste pluviali montane di Sulawesi

## Flora
La flora di Sulawesi è strettamente correlata alla flora delle aree aride delle Filippine, delle Molucche, delle Piccole Sonda e di Giava. Le foreste di pianura hanno affinità con la Nuova Guinea, mentre le aree montuose sono più correlate al Borneo.
Le pianure ospitano foreste pluviali sempreverdi e semi-sempreverdi, foreste monsoniche e foreste di palude d'acqua dolce e torbiere. Sono dominate da 7 specie di dipterocarpi, ma vantano anche palme ed ebani in densi agglomerati.
Le foreste pluviali montane di Sulawesi, situate nella regione interna di Sulawesi, sono dominate da querce e castagni.

## Fauna
La storia geologica di Sulawesi e il suo lungo isolamento geografico hanno dato all'isola la sua fauna distintiva. Questa ecoregione mostra un alto endemismo e i diversi tipi di foreste offrono habitat per il più alto numero di mammiferi ed uccelli endemici in Asia.
Le specie di mammiferi endemici includono l'anoa di montagna in via di estinzione (Bubalus quarlesi), il macaco crestato (Macaca nigra), il babirussa delle Molucche vulnerabile (Babyrousa babyrussa) e lo scoiattolo nasuto di montagna (Hyosciurus heinrichi).
Qui si trovano anche il pipistrello della frutta dal dorso nudo di Sulawesi (Dobsonia exoleta), il tarsio spettro (Tarsius spectrum), il melomys di Talaud dalla coda corta (Melomys caurinus) e la civetta delle palme di Sulawesi (Macrogalidia musschenbroekii). Altre specie di interesse includono la farfalla di Sulawesi (Idea tambusisiana), farfalla a coda di rondine(Graphium androcles), anoa di pianura (bubalus depressicornis), l'idrosauro crestato della Malesia (Hydrosaurus amboinensis) e il pitone reticolato (Python reticulatus).
Tra le specie di uccelli endemici ci sono il megapodio delle Sula (Megapodius bernsteinii), il rallo faccianuda Gymnocrex rosenbergii), il martin pescatore delle Talaud (Todiramphus enigma), la coracina bicolore (Coracina bicolor), il pigliamosche del paradiso ceruleo (Eutrichomyias rowleyi), il bucero di Sulawesi (Penelopides exarhatus), e la maina occhinudi  (Streptocitta albertinae).

## Conservazione
Mentre molte delle isole più grandi dell'Indonesia soffrono di deforestazione, Sulawesi sostiene ancora vasti tratti di foreste umide sia di montagna che di pianura. I ripidi pendii dell'isola e la relativa mancanza di specie di alberi di valore commerciale, contribuiscono alle foreste ancora estese che coprono oltre il 60% dell'isola. 
Lo stato di conservazione della regione è considerato vulìnerabile. Le principali minacce derivano dagli incendi antropici e dalla conversione delle foreste e la bonifica locale.
Nella regione vi sono diverse aree protette fra sei parchi nazionali terrestri e tre parchi nazionali marini: